# Клевета
Клевета́ — распространение заведомо ложной информации, порочащей честь и достоинство другого лица или подрывающей его репутацию. 
В ч. 1 ст. 17 Международного пакта о гражданских и политических правах 1966 года устанавливается, что никто не может подвергаться незаконным посягательствам на его честь и репутацию.
В зависимости от государства и страны, законодательство предусматривает гражданскую или уголовную ответственность. В частности, в Российской Федерации — России, как и в большинстве государств и стран мира, действует уголовная ответственность за клевету. На 2011 год количество государств и стран, считающих клевету преступлением, превышало 100, в это число входят почти все европейские государства.

## Ответственность за клевету в России
В законодательстве Российской Федерации клевета является одним из уголовных правонарушений, посягающим на права граждан, и наказывается по статье 128.1. Ранее, до 8 декабря 2011 года клевета являлась преступлением согласно статье 129 УК РФ. 13 июля 2012 года Государственная Дума Российской Федерации приняла закон о возвращении уголовной ответственности за клевету. Закон был принят голосами депутатов от «Единой России», другие думские фракции голосовали против.

Судебная статистика показывает, что за клевету осуждают в РФ очень редко: в 2014 г. по России по ст. 128.1 УК РФ осудили только 129 человек, а ещё 4-м людям клевета была вменена в дополнение к другим преступлениям..

### Состав преступления
Непосредственный объект преступления — честь, достоинство, репутация человека.
- Под честью в русском языке понимаются «достойные уважения и гордости моральные качества человека, его соответствующие принципы, хорошая, незапятнанная репутация, доброе имя».
- Достоинство — «положительное качество, совокупность высоких моральных качеств, а также уважение этих качеств в самом себе».
- Репутация — «приобретаемая кем-нибудь общественная оценка, общее мнение о качествах, достоинствах или недостатках кого-либо»[8].

Субъектом клеветы является вменяемое физическое лицо, достигшее шестнадцатилетнего возраста.
Потерпевшим могло быть любое лицо, в том числе несовершеннолетний, недееспособный, а также умерший, если распространяемые позорящие сведения о нём задевали честь живых.
Объективная сторона преступления выражалась в распространении заведомо ложных сведений, имеющих порочащий характер. Обязателен признак «заведомости» — то есть осознание преступником несоответствия таких сведений действительности, что сообщаемые факты и события не имели место в реальности, а значит с субъективной стороны преступление всегда совершалось с прямым умыслом.
Под распространением сведений, порочащих честь и достоинство, следовало понимать «опубликование таких сведений в печати, трансляцию по радио и телевидению, демонстрацию в кинохроникальных программах и других средствах массовой информации, распространение в сети Интернет, а также с использованием иных средств телекоммуникационной связи, изложение в служебных характеристиках, публичных выступлениях, заявлениях, адресованных должностным лицам, или сообщение в той или иной, в том числе устной, форме хотя бы одному лицу». Сообщение таких сведений лицу, которого они касались, не могло признаваться их распространением, если лицом, сообщившим данные сведения, были приняты достаточные меры конфиденциальности, с тем, чтобы они не стали известными третьим лицам.
Порочащими, в частности, являлись сведения, «содержащие утверждения о нарушении гражданином или юридическим лицом действующего законодательства, совершении нечестного поступка, неправильном, неэтичном поведении в личной, общественной или политической жизни, недобросовестности при осуществлении производственно-хозяйственной и предпринимательской деятельности, нарушении деловой этики или обычаев делового оборота, которые умаляют честь и достоинство гражданина или деловую репутацию гражданина либо юридического лица».
Сообщения, не касающиеся фактов, а лишь содержащие негативную оценку типа «плохой человек», «тупой студент», не могли быть признаны порочащими сведениями. Тем не менее, некоторые подобные сообщения могут трактоваться как оскорбление, то есть унижение чести и достоинства другого лица, и соответственно такие правонарушения входят в состав ст. 5.61 КоАП РФ.
Ответственность за клевету также исключалась:
- когда лицо распространяло сведения, хотя и позорящие, но соответствующие действительности;
- в случае добросовестного заблуждения относительно подлинности сведений, полагая их правдивыми;
- когда ложные сведения не являлись порочащими.

Клевету, предусмотренную ст. 128.1 УК РФ, следует отграничивать от преступления, предусмотренного ст. 298 УК РФ "Клевета в отношении судьи, присяжного заседателя, прокурора, следователя, лица, производящего дознание, судебного пристава, судебного исполнителя". Отличие проводится по признакам потерпевшего и мотиву преступления. Оскорбление как преступление против правосудия совершается в связи с рассмотрением дел или материалов в суде, производством предварительного расследования или исполнением судебного акта.

### Меры наказания
Статья 129 УК РФ предусматривала наказание за клевету в виде штрафа, обязательных работ, исправительных работ, а в квалифицирующих составах — лишением свободы. В том случае, если клевета содержалась в публичном выступлении, публично демонстрирующемся произведении или средствах массовой информации, наказанием могли стать арест или исправительные работы. Клевета, соединённая с обвинением в совершении тяжкого или особо тяжкого преступления, наказывалась лишением свободы. Данная статья утратила силу с 8 декабря 2011 года — Федеральный закон от 7 декабря 2011 года N 420-ФЗ.

Санкции:
- Клевета наказывалась штрафом в размере до восьмидесяти тысяч рублей или в размере заработной платы или иного дохода осуждённого за период до шести месяцев, либо обязательными работами на срок от ста двадцати до ста восьмидесяти часов, либо исправительными работами на срок до одного года.
- Клевета, содержавшаяся в публичном выступлении, публично демонстрирующемся произведении или средствах массовой информации, — наказывалась штрафом в размере до ста двадцати тысяч рублей или в размере заработной платы или иного дохода осуждённого за период до одного года, либо обязательными работами на срок от ста восьмидесяти до двухсот сорока часов, либо исправительными работами на срок от одного года до двух лет, либо арестом на срок от трёх до шести месяцев.
- Клевета, соединенная с обвинением лица в совершении тяжкого или особо тяжкого преступления, — наказывалась штрафом в размере от ста тысяч до трёхсот тысяч рублей или в размере заработной платы или иного дохода осуждённого за период от одного года до двух лет, либо ограничением свободы на срок до трёх лет, либо арестом на срок от четырёх до шести месяцев, либо лишением свободы на срок до трёх лет.

Реальное осуждение за клевету встречалось до 2011 г. редко, о чём говорят следующие данные судебной статистики. В 2010 г. было осуждено в России за клевету 314 человек: 2 подсудимых получили реальное лишение свободы (до 1 года), 7 подсудимым назначены условные сроки, 6 — исправительные работы, 5 — ограничение свободы, 20 — обязательные (бесплатные общественные) работы, а 268 отделались штрафами. Уголовные дела возбуждались по ч. 1 ст. 129 УК РФ очень легко — было достаточно подать заявление мировому судье. Однако дела за клевету прекращались довольно легко — достаточно было потерпевшему не прийти в судебное заседание или примириться с подсудимым. В итоге за 2010 г. было по ст. 129 УК РФ оправдано 1414 человек, в отношении 1178 обвиняемых дела прекратили за отсутствием состава преступления и за непричастностью, а ещё 1238 подсудимых примирились с потерпевшими.
Примечание: с 13.07.2012 года Госдума вернула в Уголовный Кодекс статью о клевете.
С 13 июля 2012 года вновь является уголовным преступлением (статья 128_1) и максимальная санкция на настоящий момент предусматривает штраф до 5 миллионов рублей (ранее — до 300 тыс.
рублей), либо обязательные работы до 480 часов. Лишения свободы в качестве наказания за клевету, соединенную с обвинением в совершении тяжкого или особо тяжкого преступления, не предусматривается (ранее — до трех лет лишения свободы).

Реально суды назначают как правило штраф: из 129 осужденных в 2014 г. это наказание получили 108 лиц. Максимальный штраф не превысил 100 тысяч рублей, а 101 подсудимого приговорили к штрафам до 25 тысяч рублей.

### Уголовное преследование граждан за клевету в отношении государственных чиновников
В России статья 128.1 Уголовного кодекса «Клевета» иногда используется для преследования тех, кто критикует представителей власти. Например, в 2016 году было возбуждено уголовное дело по части первой этой статье в отношении жителя Магадана, который критиковал местного губернатора В. П. Печеного во время общественной проверки качества построенных домов[значимость факта?].

### Право на обращение и клевета
В России сообщение порочащей гражданина информации в обращении в орган государственной власти или в орган местного самоуправления формально не рассматривается как клевета. Однако Уполномоченный по правам человека в Российской Федерации в 2016 году выявил случай осуждения гражданки за подачу жалобы в органы прокуратуры на угрозы со стороны начальницы. Вместо помощи гражданка была необоснованно осуждена за клевету и только после вмешательства Уполномоченного ее дело было пересмотрено.

## Разграничение клеветы отоскорбленияидиффамации
Клевету следует отличать от диффамации — распространения порочащих сведений в СМИ. Отличие заключается в том, что диффамация может содержать истинные сведения, тогда как клевета содержит заведомо ложные сведения.
Клевету следует отличать от оскорбления, которое представляет собой выраженную в неприличной форме отрицательную оценку личности потерпевшего, имеющую обобщенный характер и унижающую его честь и достоинство. Обязательным элементом клеветы является заведомая ложность позорящих другое лицо измышлений о конкретных фактах, касающихся потерпевшего. Если лицо, распространившее ложные измышления, заблуждалось относительно соответствия действительности распространяемых им сведений, однако высказывания его носили оскорбительный характер, оно может быть привлечено к ответственности за оскорбление, а не за клевету.

## Клевета в искусстве

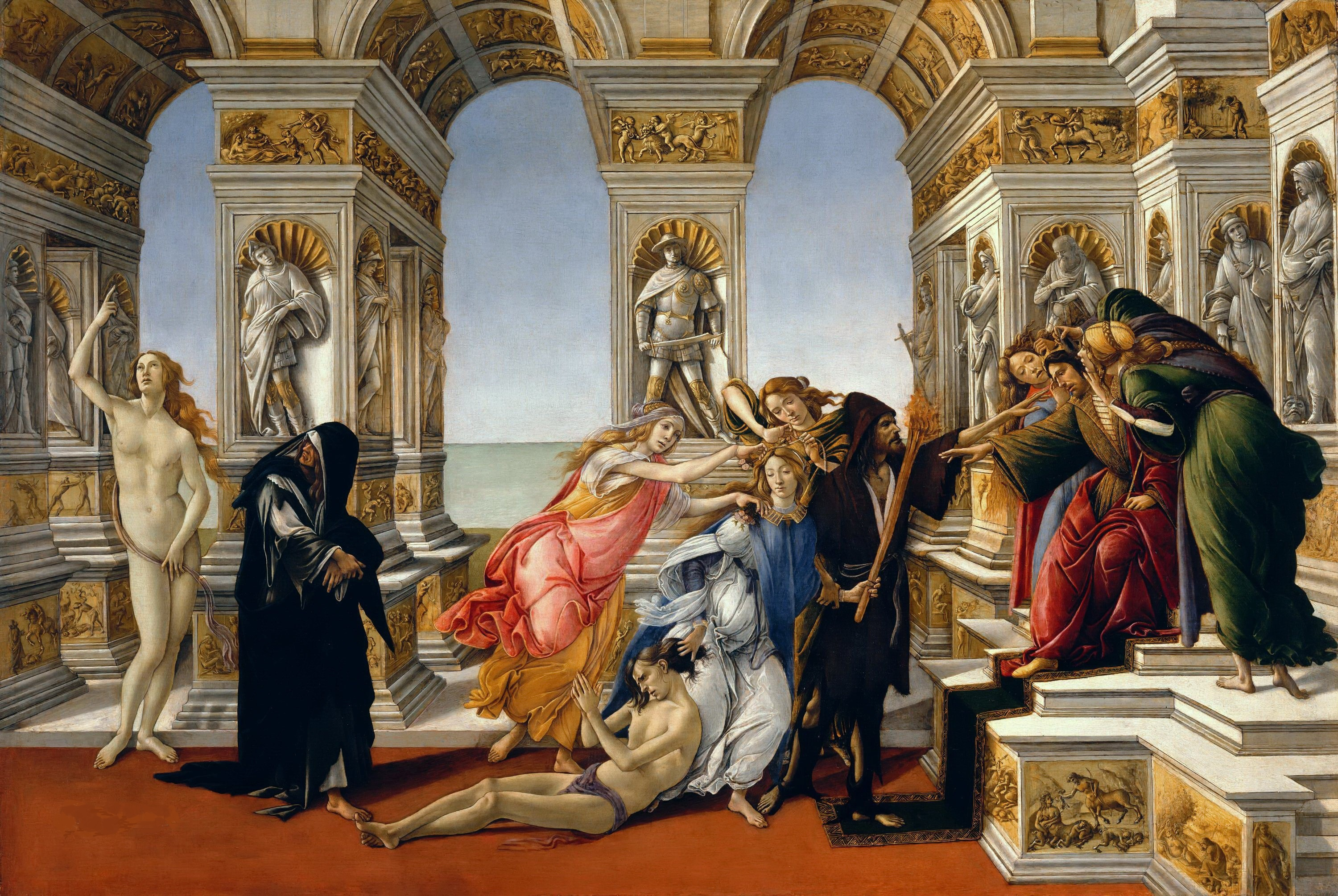
Сандро Боттичелли. Аллегория клеветы. Ок. 1495 года. Уффици. Флоренция

Выдающийся древнегреческий художник Апеллес, будучи несправедливо оклеветанным, изобразил на одной из своих картин «Аллегорию клеветы». Картина не сохранилась до нашего времени, однако осталось её подробное описание у Лукиана, на основании которого новое полотно на тот же сюжет создал в XV веке Сандро Боттичелли (ныне — в музее Уффици).
В опере Россини «Севильский цирюльник» есть ария «Клевета».